# عدد اصلی
در ریاضیات، اعداد کاردینال (به انگلیسی: Cardinal Numbers) (یا اعداد اصلی یا صرفاً کاردینال‌ها)، تعمیم اعداد طبیعی اند که جهت اندازه‌گیری کاردینالیتی (اندازه) مجموعه‌ها از آن استفاده می‌شود. کاردینالیتی یک مجموعه متناهی همیشه عددی طبیعی است که برابر با همان تعداد اعضای مجموعه می‌باشد. اعداد کاردینال ترامتناهی را اغلب با استفاده از حرف عبری {\displaystyle \aleph } نمایش می‌دهند که به دنبال آن زیرنویسی قرار داده می‌شود که توصیف کننده اندازه مجموعه‌های نامتناهی است.
کاردینالیتی را براساس تناظر دوسویه تعریف می‌کنند. دو مجموعه دارای کاردینالیتی یکسانی اند اگر و تنها اگر تناظر دوسویه ای بین اعضای آن دو مجموعه وجود داشته باشد. در حالتی که مجموعه‌ها متناهی باشند، کاردینال مجموعه‌هایی که با هم کاردینال برابری دارند برابر با همان مفهوم شهودی اندازه مجموعه است. در مواردی که مجموعه‌ها نامتناهی باشند، رفتار کاردینالیتی‌شان کمی پیچیده‌تر می‌شود. در قضیه ای بنیادی از گئورگ کانتور، نشان داده شده که ممکن است مجموعه‌های نامتناهی دارای کاردینالیتی‌های متفاوتی باشند، مثلاً در مورد خاص اعداد حقیقی، کاردینال این اعداد بزرگتر از کاردینال اعداد طبیعی است. همچنین ممکن است زیرمجموعه محضی از یک مجموعه نامتناهی دارای کاردینالی برابر با مجموعه اولیه باشد، در حالی که چنین حالتی در مورد مجموعه‌های متناهی هرگز رخ نمی‌دهد.
دنباله ترامتناهی از اعداد کاردینال وجود دارد:
{\displaystyle 0,1,2,3,\ldots ,n,\ldots ;\aleph _{0},\aleph _{1},\aleph _{2},\ldots ,\aleph _{\alpha },\ldots .\ }
این دنباله با اعداد حسابی شامل صفر شروع می‌شود (کاردینال‌های متناهی)، و سپس اعداد الف (کاردینال‌های نامتناهی از مجموعه‌های خوش ترتیب) در پی آن می‌آیند. اعداد الف توسط اعداد ترتیبی اندیس گذاری می‌شوند. تحت فرض اصل موضوع انتخاب، این دنباله ترامتناهی شامل تمام کاردینال‌ها می‌شود. اگر کسی آن اصل را رد کند، شرایط پیچیده‌تر خواهد شد، به گونه ای که وجود کاردینال‌های نامتناهی بیشتری غیر از الف‌ها تأیید خواهد شد.
مطالعه خود کاردینالیتی به عنوان بخشی از نظریه مجموعه‌ها مطالعه می‌شود. همچنین از آن به عنوان ابزاری جهت استفاده در شاخه‌های ریاضیات شامل نظریه مدل، ترکیبیات، جبر مجرد و آنالیز ریاضی مورد استفاده واقع می‌شود. در نظریه رسته‌ها، اعداد کاردینال تشکیل اسکلتی برای رسته مجموعه‌ها می‌دهند.

## قوانین عدد کاردینال
اعداد اصلی از قوانین زیر پیروی می‌کنند:
۱. هر مجموعهٔ A متناظر با یک عدد اصلی موسوم به {\displaystyle card{A}\!} است و هر عدد اصلی a متناظر با مجموعه‌ای مانند A است که {\displaystyle card{A}=a\!} .
۲. {\displaystyle card{A}=0\!} اگر و فقط اگر A تهی باشد.
۳. اگر A یک مجموعهٔ ناتهی و متناهی باشد که {\displaystyle A\sim {\big \{}1,2,3,...k{\big \}}\!} (k یک عدد طبیعی است) آنگاه {\displaystyle card{A}=k\!} .
۴. به ازای دو مجموعهٔ دلخواه A و B, {\displaystyle card{B}=card{A}\!} اگر و تنها اگر {\displaystyle A\sim B\!}
عدد اصلی هر مجموعهٔ متناهی، برابر با یک عدد طبیعی است؛ و برای مجموعه‌های نامحدود اعداد ترامتناهی می‌شود:
{\displaystyle 0,1,2,3,\cdots ,n,\cdots ;\aleph _{0},\aleph _{1},\aleph _{2},\cdots ,\aleph _{\alpha },\cdots .\!}
که هم شامل اعداد طبیعی می‌شود و هم اعداد نامتناهی که هر {\displaystyle \aleph _{\alpha }\!} متناظر با یک مجموعه خوش ترتیب است. کوچک‌ترین عدد نامتناهی {\displaystyle \aleph _{0}} است که برابر اندازهٔ مجموعهٔ اعداد طبیعی است.
همچنین، عدد اصلی متناظر با مجموعهٔ غیرقابل شمارش اعداد حقیقی برابر {\displaystyle 2^{\aleph _{0}}\!} است، که با {\displaystyle c\!} نشان داده می‌شود. اعداد اصلی

## فرض پیوستار
بر طبق فرض پیوستار هیچ عدد اصلی ما بین {\displaystyle \aleph _{0}\!} و {\displaystyle 2^{\aleph _{0}}\!} موجود نیست پس داریم:
{\displaystyle 2^{\aleph _{0}}=\aleph _{1}}